# ویلدک
ویلدک (به آلمانی: Wildeck) یک شهر در آلمان است که در هرسفلد-رتنبورگ واقع شده‌است. ویلدک ۵٬۱۳۶ نفر جمعیت دارد.

## نگارخانه

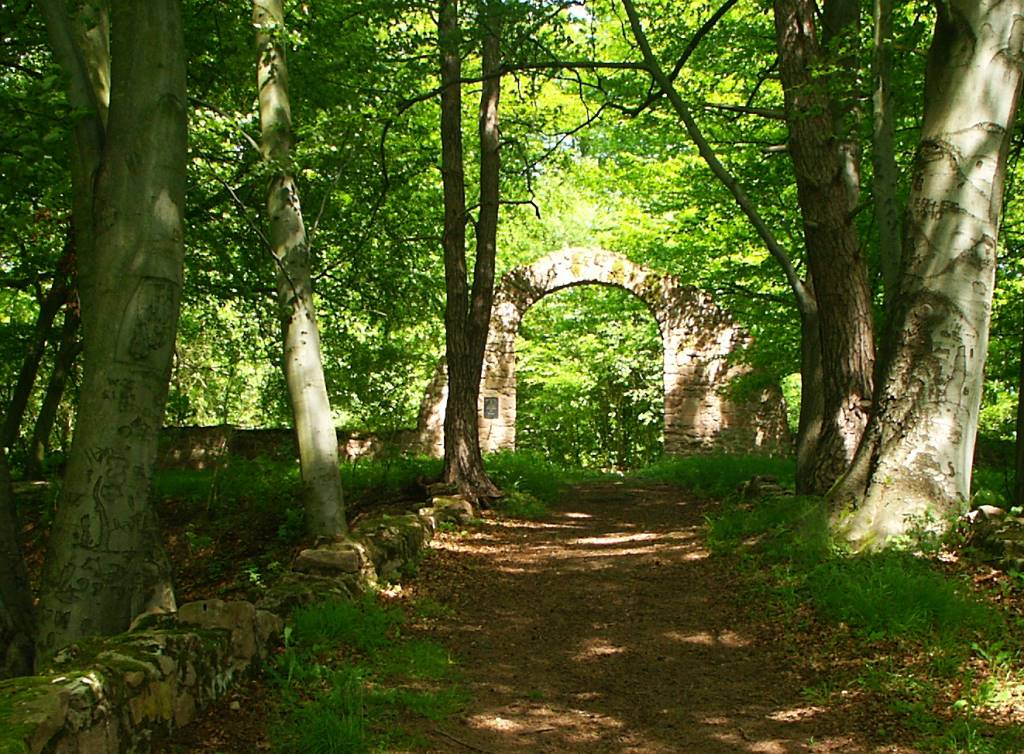
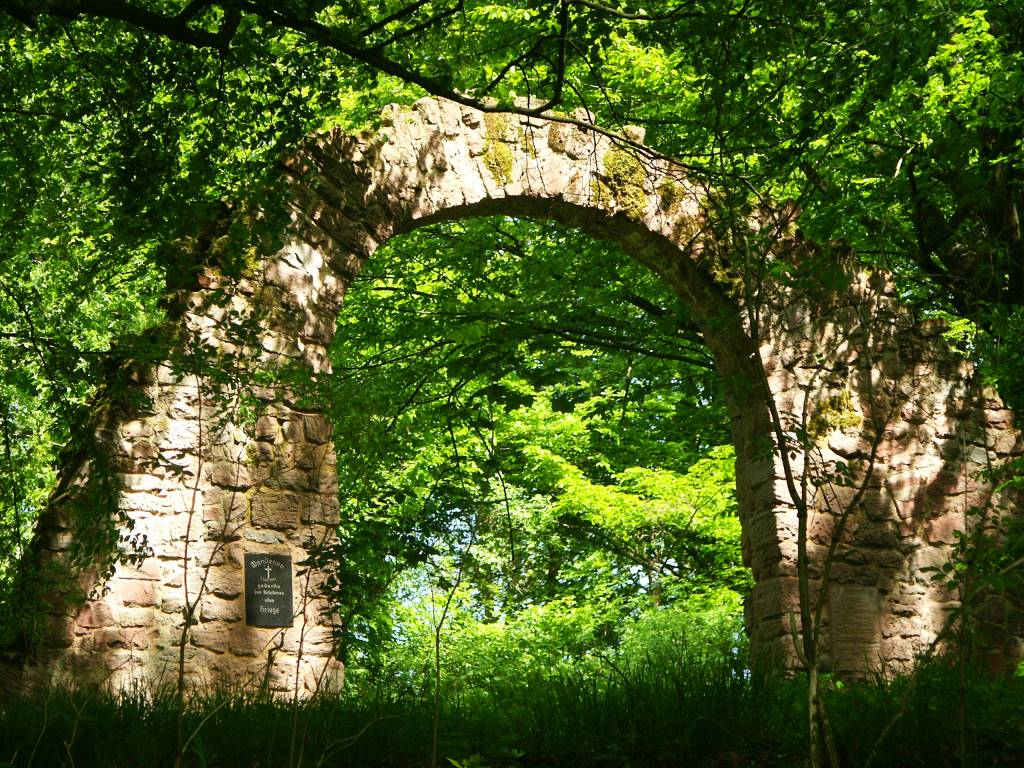
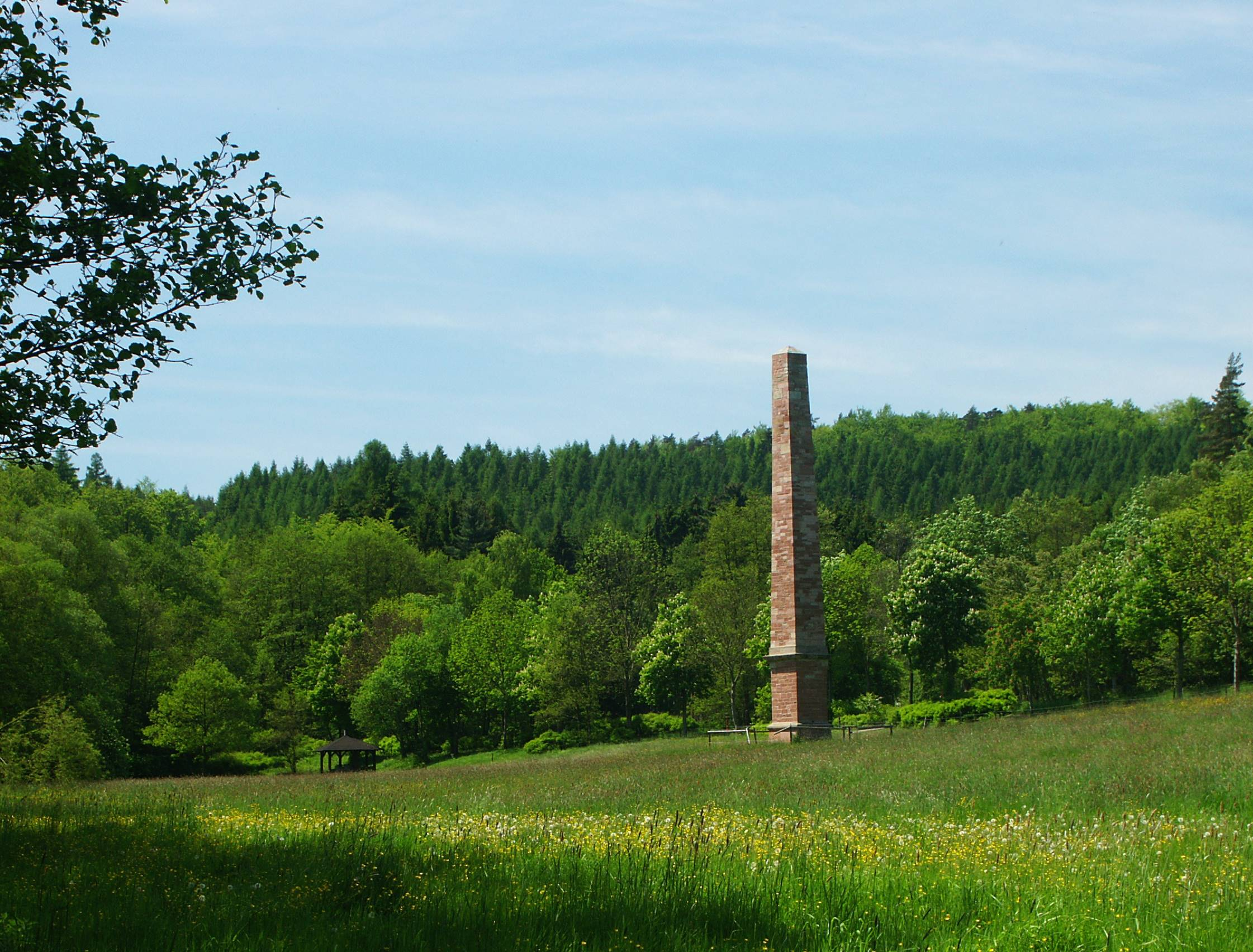
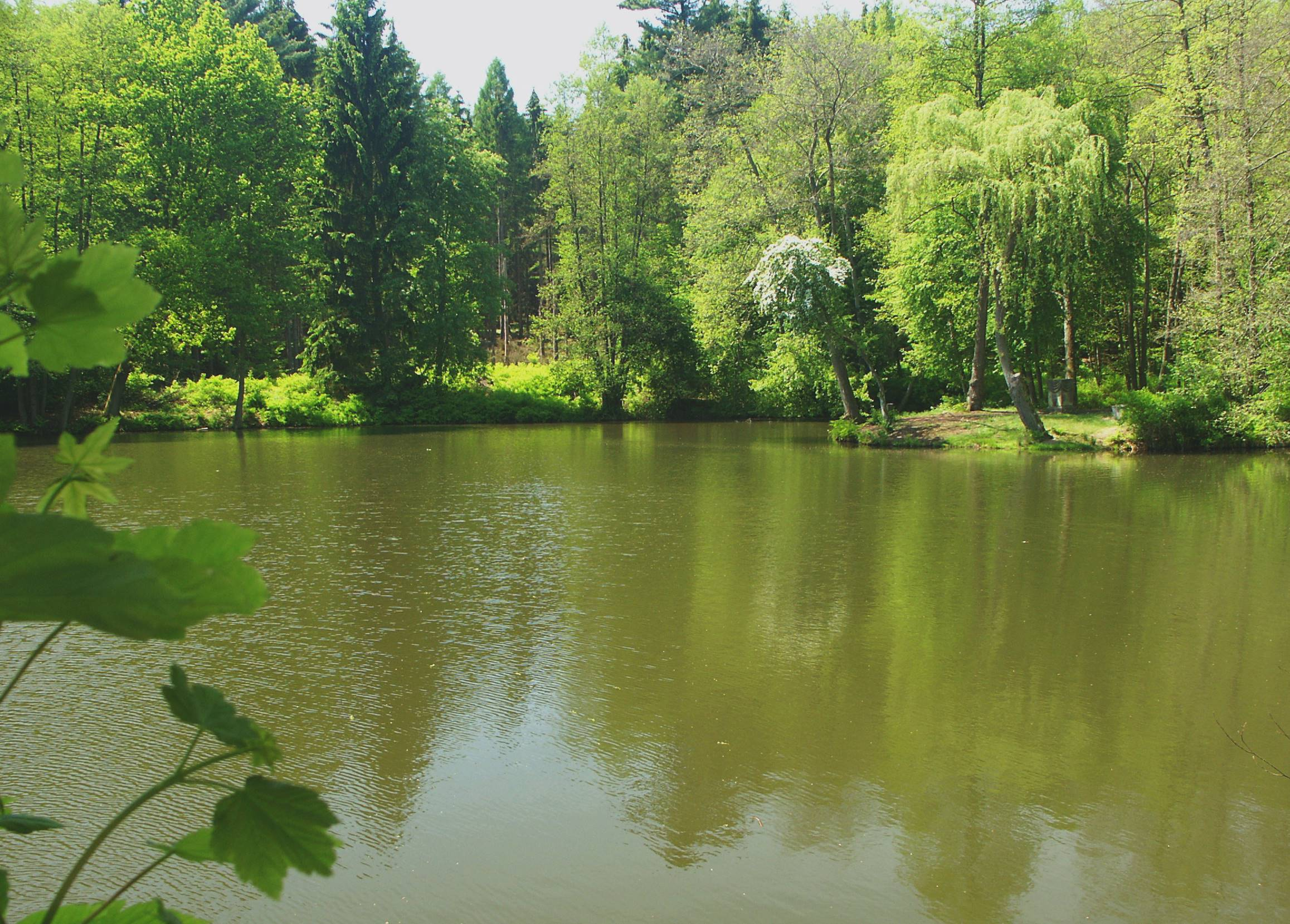